# Melo de Bari
Melo (también Milus o Meles) (fallecido en 1020) fue un noble Lombardo originario de la población apuliana de Bari, cuya ambición de crear para sí mismo un territorio autónomo del Imperio bizantino en el  catapanato de Italia, llevó a la presencia normanda en la Italia meridional.

## Rebelión

### Primera revuelta
Melo y su cuñado Dato se rebelaron en 1009 y rápidamente conquistaron la propia Bari. En 1010 capturaron Ascoli y Troina, pero el nuevo catapan, Basilio Mesardonites, reunió un gran ejército y el 11 de junio del 1011 se apoderó de Bari. Melo buscó la protección del príncipe Guaimario III de Salerno y Dato se refugió en la abadía benedictina de Montecasino, donde los monjes anti-griegos, a instancias del papa Benedicto VIII, le entregaron una torre fortificada en el Garigliano. La familia de Melo, sin embargo, fue capturada y enviada a Constantinopla.

### Ayuda normanda
En 1016, según el cronista normando Guillermo de Apulia, Melo se dirigió al santuario de San Miguel en el monte Gargano para encontrarse con un grupo de peregrinos normandos. Allí pidió a Ranulfo Drengot y a un grupo de exiliados normandos, que le ayudaran en su rebelión, asegurándoles una victoria fácil y abundante botín. Para el 1017, los aventureros normandos ya estaban rumbo hacia el sur. Se unieron a las fuerzas lombardas de Melo en Capua y marcharon sobre Apulia inmediatamente, intentando coger a los bizantinos por sorpresa. Tras derrotar en mayo a un ejército bizantino dirigido por el nuevo catapán León Tornikio Kontoleon a orillas del río Fortore, para septiembre los rebeldes se habían apoderado del territorio entre el Fortore y Trani, saqueando Apulia; en octubre, sin embargo, la situación daría un importante vuelco.

### Derrota
El nuevo catapan, Basilio Boioanes, había reunido un enorme ejército de reserva, incluyendo un contingente de la famosa guardia varega enviada por el emperador Basilio II. Rebeldes y bizantinos se encontraron a orillas del Ofanto, en el mismo lugar en el que Aníbal había derrotado a los ejércitos romanos en la batalla de Cannas en el año 216 a. C.. Esta segunda batalla de Cannas fue un desastre tanto para los normandos, quienes perdieron a su líder Gilberto, como para los lombardos, cuyos líderes huyeron: Melo a las «tierras Samnitas» (Amatus) en los Estados pontificios y Dato a Montecasino y la torre de nuevo.

## Últimos años
Melo siguió vagando por el sur y el centro de Italia y finalmente se dirigió al norte, hacia Alemania. Acabó en la corte imperial de Enrique II en Bamberg. Aunque recibió grandes honores (el emperador le dio el título vacío de duque de Apulia), murió como un hombre arruinado solo dos años después, justo después de que el papa Benedicto llegara a Bamberg en Pascua para discutir la respuesta imperial a las victorias bizantinas. Su viejo aliado, el emperador, le dio un funeral fastuoso y una tumba ornamentada en la nueva catedral de Bamberg. Su hijo Argiro continuaría la lucha por la independencia lombarda en Apulia tras su regreso de su prisión en Constantinopla.